# Лошка Гора при Зречах
Лошка Гора при Зречах (словен. Loška Gora pri Zrečah) је насељено место у општини Зрече, Савињска регија, Словенија.

## Историја
До територијалне реорганизације у Словенији била су у саставу старе општине Словенске Коњице.

## Становништво
У попису становништва из 2011. године, Лошка Гора при Зречах је имала 159 становника.
| Број становника према пописима | Број становника према пописима | Број становника према пописима |
| ------------------------------ | ------------------------------ | ------------------------------ |
| 1991                           | 2002                           | 2011                           |
| 176                            | 161                            | 159                            |

Напомена: До 1998. исказивано под именом Лошка Гора. Године 2004. извршена је мала размена територије између насеља Бохарина и Лошка Гора при Зречах.